# Összekapcsolási téveszme
Az összekapcsolási téveszme (amely Linda-probléma néven is ismert) egy logikai téveszme, amely azt a helyzetet írja le, amikor bizonyos konkrét feltételeknek nagyobb valószínűséget tulajdonítunk, mint egyetlen, általános feltételnek.

## Meghatározás és egy egyszerű példa
A téveszme legtöbbet idézett példája Amos Nathan Tversky és Daniel Kahneman 1982-es és 1983-as munkáiból származik. Ahogyan a leírás, úgy a megidézett személy is fiktív, ugyanakkor az is igaz, hogy az Amos Tversky stanfordi titkárnőjét Linda Covingtonnak hívták, és a rejtvényében szereplő, azóta híressé vált figurát róla nevezte el.[forrás?]
Linda 31 éves, egyedülálló, nyílt, és nagyon okos. Az egyetemen filozófiát tanult. Diákként rendkívüli módon foglalkoztatta a hátrányos megkülönböztetés és a társadalmi igazságosság, és atomfegyverek elleni tüntetéseken is részt vett. 
Melyik állítás a valószínűbb?
1. Linda bankpénztáros.
2. Linda bankpénztáros és aktív résztvevője a feminista mozgalomnak.

A megkérdezettek többsége ebben a helyzetben a második állítást választja. Ugyanakkor annak az esélye, hogy két állítás egyszerre igaz, vagy két esemény egyszerre következik be (ezt nevezzük összekapcsolásnak vagy konjunkciónak), mindig kisebb, mint annak az esélye, hogy ezek közül bármelyik egyedül következik be. Formálisan ezt így ragadhatnánk meg: p(A és B) ≤ p(A) és p(A és B) ≤ p(B).
A fenti példára visszatérve, még ha rendkívül alacsony valószínűséget is tulajdonítunk annak, hogy Linda bankpénztáros, mondjuk p(Linda bankpénztáros) = 0.05 (tehát ennek öt százalék az esélye), és annak pedig nagyon nagy valószínűséget, hogy Linda feminista, mondjuk p(Linda feminista) = 0.95 (tehát ennek kilencvenöt százalék az esélye) akkor, feltéve, hogy a két valószínűség független egymástól, annak az esélye, hogy p(Linda bankpénztáros és Linda feminista) = 0.05 * 0.95 = 0.0475 (tehát 4.75 százalék), amely érték még mindig alacsonyabb, mint annak az esélye, hogy Linda bankpénztáros). 
Tversky és Kahneman szerint a hibás válaszok nagy arányának oka az, hogy a legtöbb ember egy könnyen kiértékelhető, de nem különösebben pontos heurisztikát alkalmaz a probléma megoldására, amelyet ők a reprezentativitás szóval írnak le: mivel a második választási lehetőség a Lindára adott kiinduló leírással összevetve reprezentatívabban ragadja meg Lindát, ezért a legtöbb válaszadó ezt fogja választani, még akkor is, ha matematikailag kevésbé valószínű.
Egy reprezentatív leírás minden hozzáadott állítással egyre erősebben reprezentatívvá tehető, ugyanakkor egyre kevésbé lesz matematikailag valószínű (pl. Linda bankpénztáros és feminista és küzd az atomfegyverek leszereléséért). 
További kísérletekben a résztvevők akkor is valószínűbbnek ítélték meg a konjunktív leírást, ha egy résztvevő csak az egyik leírástípussal találkozott (tehát a résztvevők egyik része látta többek között azt a példát, hogy Linda bankpénztáros, és egy másik része látta azt a példát, hogy Linda bankpénztáros és feminista).

## Kritikák
A Linda-probléma legtöbb kritikája az állítások megfogalmazására és pragmatikai keretezésére fókuszál. Elképzelhető például, hogy a megkérdezettek úgy veszik, hogy a feltett kérdés megfelel a relevancia grice-i maximájának, amelyből következhet a második, konjunktív válasz helyessége. Az is lehetséges, hogy a megfogalmazás több eleme is több jelentéssel bírhat. A „valószínű”"szó esetében például feltehetjük, hogy a kérdező a szó matematikai-frekventista statisztikai jelentésére kíváncsi („mi történik gyakran”), míg ezzel szemben a megkérdezettek a szónak más, ezzel a jelentéssel nem kompatibilis értelmezéseket is adhatnak a szónak („mi a valószínű” / „mire van bizonyíték”).
Számos kísérlet tett próbát arra, hogy ezeket a kritikákat figyelembe vegye, de az összekapcsolási téveszme hatását nem sikerült elkerülniük. Ha az első választási lehetőséget megváltoztatjuk úgy, hogy pragmatikailag egyértelműbb legyen, azaz: „Linda bankpénztáros attól függetlenül, hogy feminista-e vagy sem”, a hatás csökken, de a megkérdezettek többsége még mindig a konjunktív választ tartja valószínűbbnek. Ugyanakkor a hatás tovább csökken akkor, ha a megkérdezettek fejlettebb kognitív képességekkel rendelkeznek, vagy lehetőséget kapnak arra, hogy egymás között megbeszéljék a kapott feladatot.

## A Linda-probléma gyakoriság-alapú reprezentációja
Ha a Linda-probléma leírását követő kérdéseket valószínűségi keret helyett gyakoriságok segítségével írjuk le, a megkérdezettek körében az összekapcsolási téveszme mértéke jelentősen csökken.
A gyakorisági reprezentáció a fentebb tárgyalt állításpárt a következőképpen tálalja.
Képzeljük el, hogy száz emberre illik Linda leírása (tehát hogy 31 éves, egyedülálló, nyílt, okos, és így tovább). Ezek közül hányra igaz, hogy
- bankpénztárosok: __ a százból
- bankpénztárosok és aktívak a feminista mozgalomban? ___ a százból.

Ez a gyakoriság-alapú keretezés tehát drasztikusan csökkenti a tévedés mértékét. Ez azonban függ a keretezés és a leírás más tulajdonságaitól is.

## Fordítás
- Ez a szócikk részben vagy egészben  a   Conjunction fallacy című angol Wikipédia-szócikk fordításán alapul.  Az eredeti cikk szerkesztőit annak laptörténete sorolja fel. Ez a jelzés csupán a megfogalmazás eredetét és a szerzői jogokat jelzi, nem szolgál a cikkben szereplő információk forrásmegjelöléseként.